# Chełchy (gemeente Świętajno)
Chełchy (Duits: Chelchen; 1938-1945: Kelchen) is een plaats in het Poolse woiwodschap Ermland-Mazurië, in het district Olecki. De plaats maakt deel uit van de landgemeente Świętajno.